# Neu-Westend-Kirche

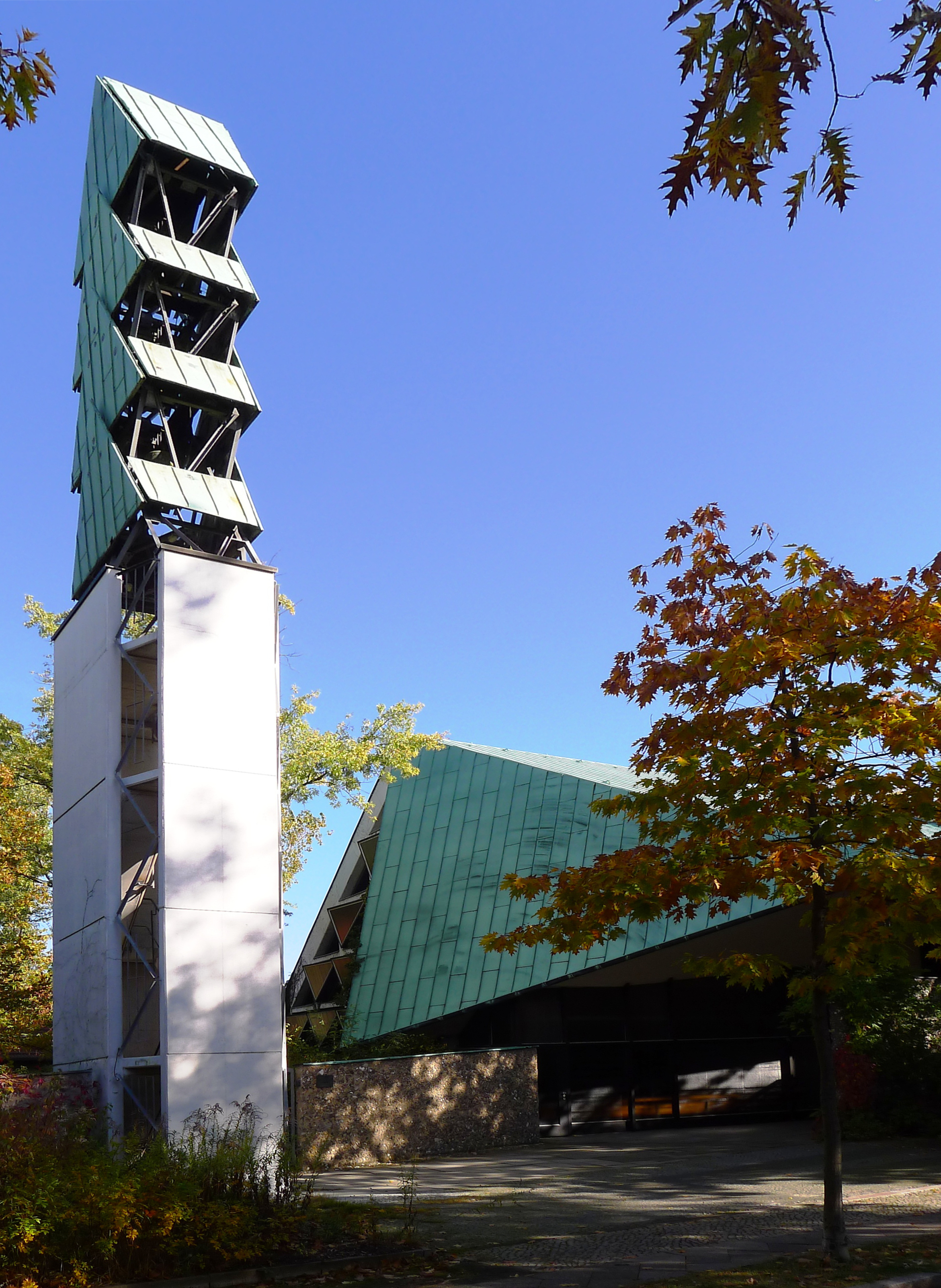
Kirche Neu-Westend

Die evangelische Kirche Neu-Westend mit frei stehendem Glockenturm steht in der Eichenallee 47 im Berliner Ortsteil Westend des Bezirks Charlottenburg-Wilmersdorf. Sie wurde von Konrad Sage und Karl Hebecker entworfen und steht unter Denkmalschutz. Die am 3. April 1960 eingeweihte Kirche wurde von den Architekten in ein bereits bestehendes Gebäudeensemble integriert.

## Geschichte
Die Evangelische Gemeinde Neu-Westend entstand am 1. April 1957 durch Abspaltung von der Epiphanien-Gemeinde. Unmittelbar nach dem Zweiten Weltkrieg fanden Gottesdienste zeitweise im Saal des Raußendorff-Stiftes, im Kino Olympia in der Preußenallee 6 und in der Kapelle auf dem Friedhof Heerstraße statt. Die Gemeindearbeit in Neu-Westend verlagerte sich im Herbst 1951 an die Eichenallee.
Das Kirchengebäude steht an der Nahtstelle zwischen dem im 19. Jahrhundert bebauten Stadtviertel Alt-Westend und dem Quartier Neu-Westend. Vor und nach dem Zweiten Weltkrieg kamen dann vorwiegend Geschosswohnungsbauten hinzu. Als Standort für einen Kirchenbau war zunächst der Branitzer Platz vorgesehen, der bis 1897 Kirchplatz hieß. Die damalige Stadt Charlottenburg lehnte dessen Bebauung jedoch ab.
So war nach Plänen von Rudolf Schwarz ein behelfsmäßiger Kirchsaal an der Eichenallee 51 entstanden, ein einfacher Mauerwerksbau mit Satteldach und schmalen Bogenfenstern. 1955 wurde nach den Plänen von Konrad Sage und Karl Hebecker das Gemeindezentrum erweitert. In den Jahren 1958–1960 entstand nach den Entwürfen derselben Architekten ein Kirchengebäude mit einer Kapazität für 500 Besucher. Vervollständigt wurde das Gemeindezentrum später durch weitere Bauten.

## Baubeschreibung
Als Grundelemente für die Neu-Westend-Kirche verwendeten die Architekten die Parabel und das Polygon.

### Außengestaltung

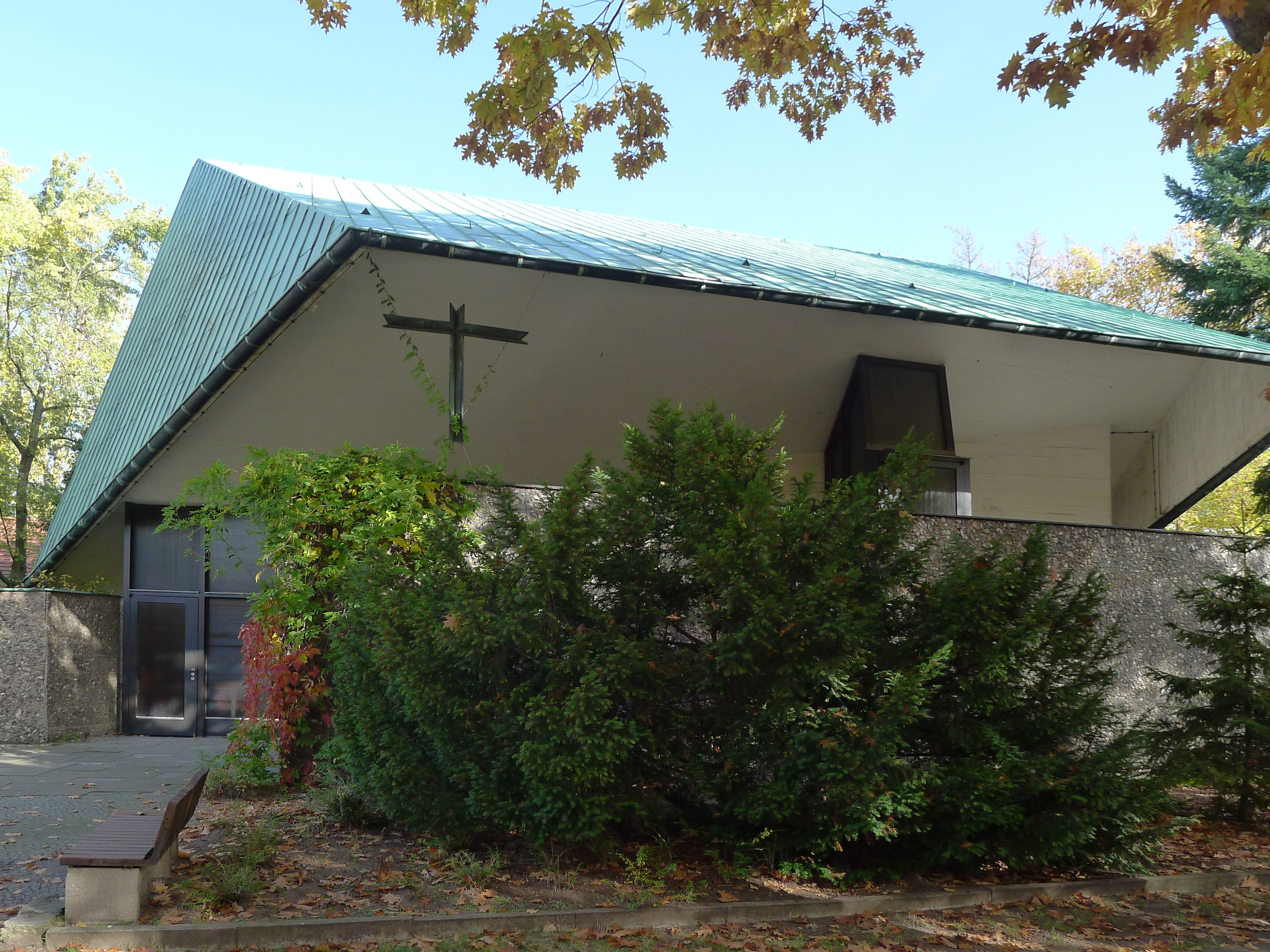
Straßenfront der Kirche

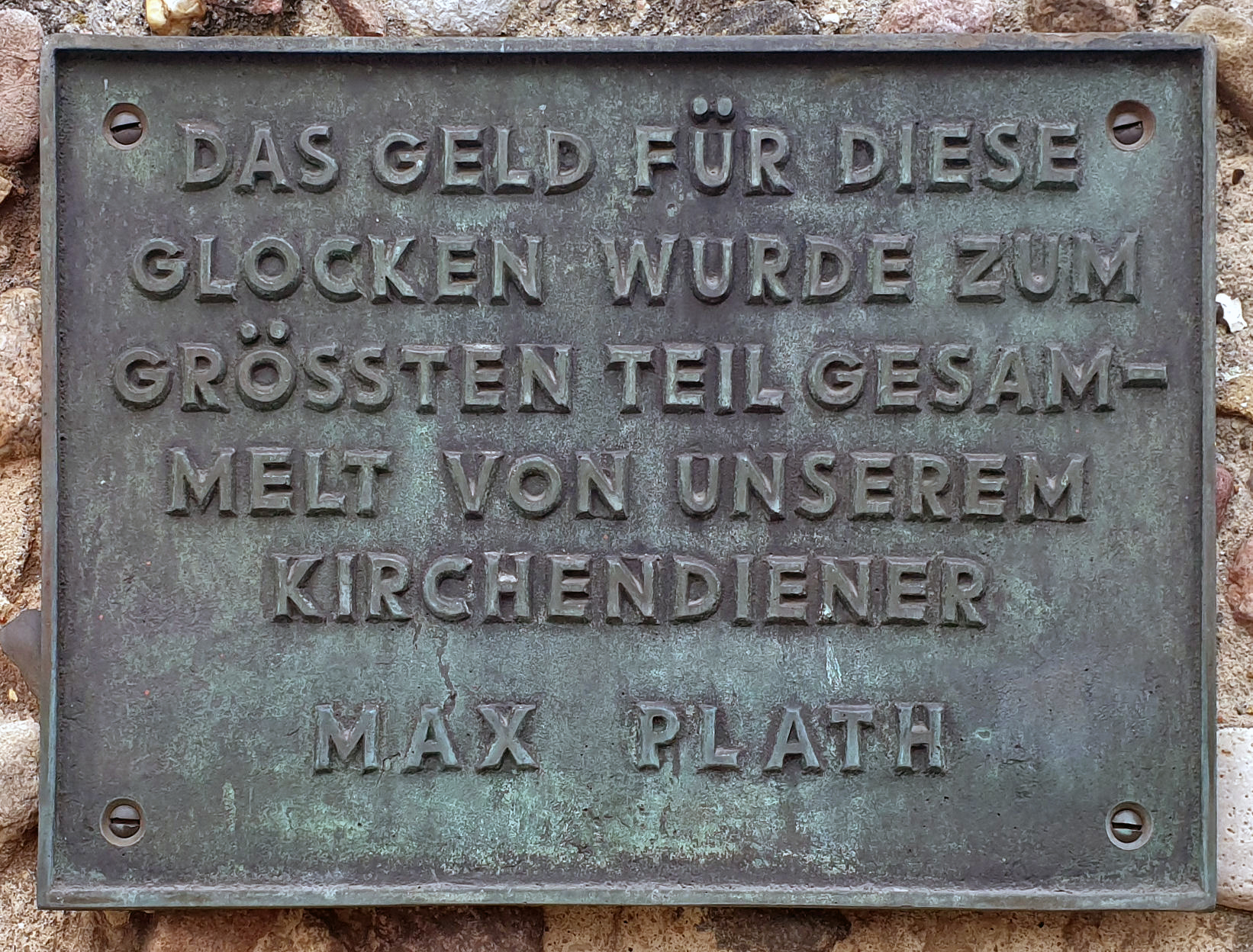
Gedenktafel für Max Plath neben dem Glockenturm

Die Saalkirche ist ein Stahlbeton-Skelettbau. Der trapezförmige Grundriss wird zum Siebeneck, weil die Basis an der Nordostecke abgeschrägt und sein Schenkel an der Südostseite eingezogen ist. Das kupferne trapezförmige Satteldach, das an der Südseite über das Kirchenschiff hinausragt, verjüngt sich vom Dachfirst zu den Dachtraufen. An der Südwestseite ist eine dreieckige, tief heruntergezogene Dachfläche angeflanscht. Auf der abgeschrägten Dachfläche im Nordosten des Kirchenschiffs sind neben- und übereinander insgesamt zehn dreieckige Dachgauben angeordnet, durch deren Fenster die Morgensonne auf den Altar fällt. Eine Mauer aus Waschbeton schirmt den Kirchentürbereich mit seiner schwarz gerahmten Glasfront an der Südseite zur Straße hin ab. Der Dachüberstand schützt den Vorplatz und den äußeren Zugang zur Empore. Der Giebel der Westwand ist über der Höhe des Erdgeschosses mit 15 gegenseitig verschobenen Dreiecken verglast, sie bilden die Hauptquelle für das Tageslicht. Dagegen ist der Giebel im Osten durchgängig mit Kupferplatten behängt. 
Der Glockenturm ist an der Straße zwischen Kirche und Kindergarten eingefügt. Sein Unterbau besteht aus Betonfertigteilen in Sichtbeton, darüber befindet sich der Glockenstuhl, dem vier dreieckige, untereinander verschränkte, nach unten offene Metallkörper als Mantel dienen. 1958 wurde ein Bronzegeläut aus drei Glocken von Petit & Gebr. Edelbrock installiert. Das Glockenstuhl-Gerüst war bereits 1955 fertiggestellt, aber erst 1958/1959 wurde der Turmsockel errichtet. Durch die hochgehievten Glocken wurde die Schallausbreitung verbessert. 
| Schlagton | Gewicht (kg) | Durchmesser (cm) | Höhe (cm) | Inschrift                  |
| --------- | ------------ | ---------------- | --------- | -------------------------- |
| a′        | 400          | 91               | 73        | SEID FRÖHLICH IN HOFFNUNG. |
| h         | 300          | 80               | 66        | GEDULDIG IN TRÜBSAL.       |
| b′        | 180          | 66               | 57        | HALTET AN AM GEBET.        |

Der Turm musste 1993 wegen Bauschäden abgerissen werden. 1994 wurde der Unterbau originalgetreu wieder hergestellt, der Glockenträger unverändert wieder verwendet.
Am Heiligabend findet seit dem Jahr 1959 spät abends auf dem Turm ein Turmblasen statt. Zu diesem Ereignis kommen meist mehrere Hundert Besucher zur Kirche.

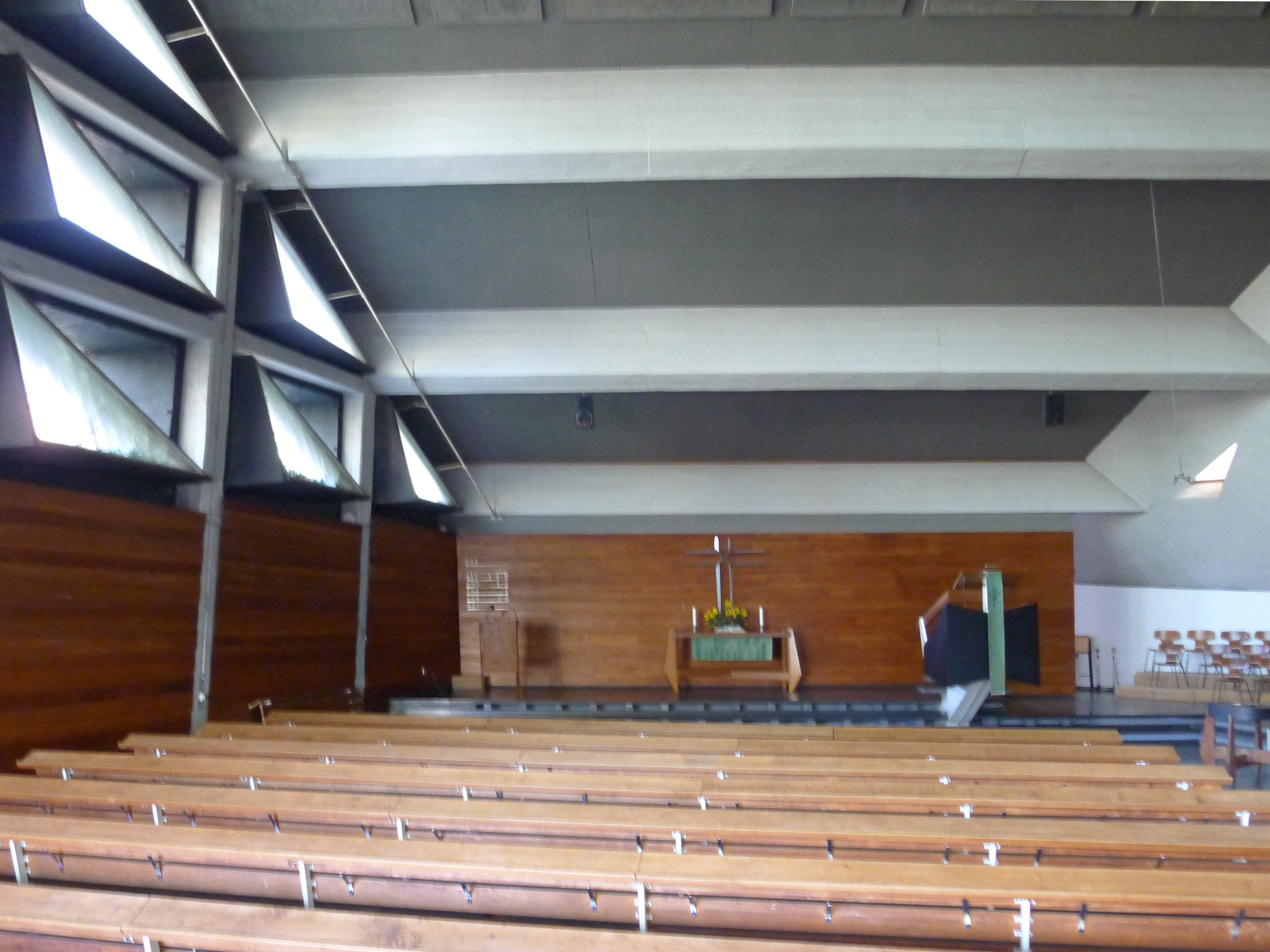
Blick zur Altarseite

### Ausstattung
Das Innere wirkt wie ein Rohbau. Das Stahlbetonskelett besteht aus sieben schief gestellten Stützen und von Ost nach West ausgerichteten, in der Höhe gestaffelten Unterzügen. Die von innen sichtbare Dachfläche ist unverputzt, ebenso die Stützwand für die Empore sowie ihre Unterseite. Der Terrazzo-Fußboden ist gemustert. 
An der Nordseite befinden sich die Prinzipalstücke. Die Wand hinter dem leicht erhöhten Altar und die unteren Flächen der übrigen Wände sind mit afrikanischem Mansoniaholz verkleidet. Hinter dem Altar befindet sich durch eine Wand getrennt die Sakristei. Vom Haupteingang erfolgt der Zugang zur Brauthalle, die auch als Winterkirche dient. In der Ostwand der Brauthalle befinden sich dreieckige, verglaste Wandöffnungen und eine Tür.
Das Kirchengestühl ist an der rechten Seite, vom Altar aus betrachtet, ebenerdig angeordnet, während an der linken Seite vom Altarbereich aus eine Treppe mit tribünenartigen Sitzreihen zur Empore ansteigt, die sich mit ihren Sitzreihen über die gesamte Breite der Südseite hinzieht. Die Empore kann auch von außen über eine offene Treppe an der Straßenseite erreicht werden. 
Die Orgel befindet sich leicht erhöht östlich von Altar und Kanzel vor der Nordostwand, dort stehen auch die Stühle für die Chormitglieder.

## Orgel

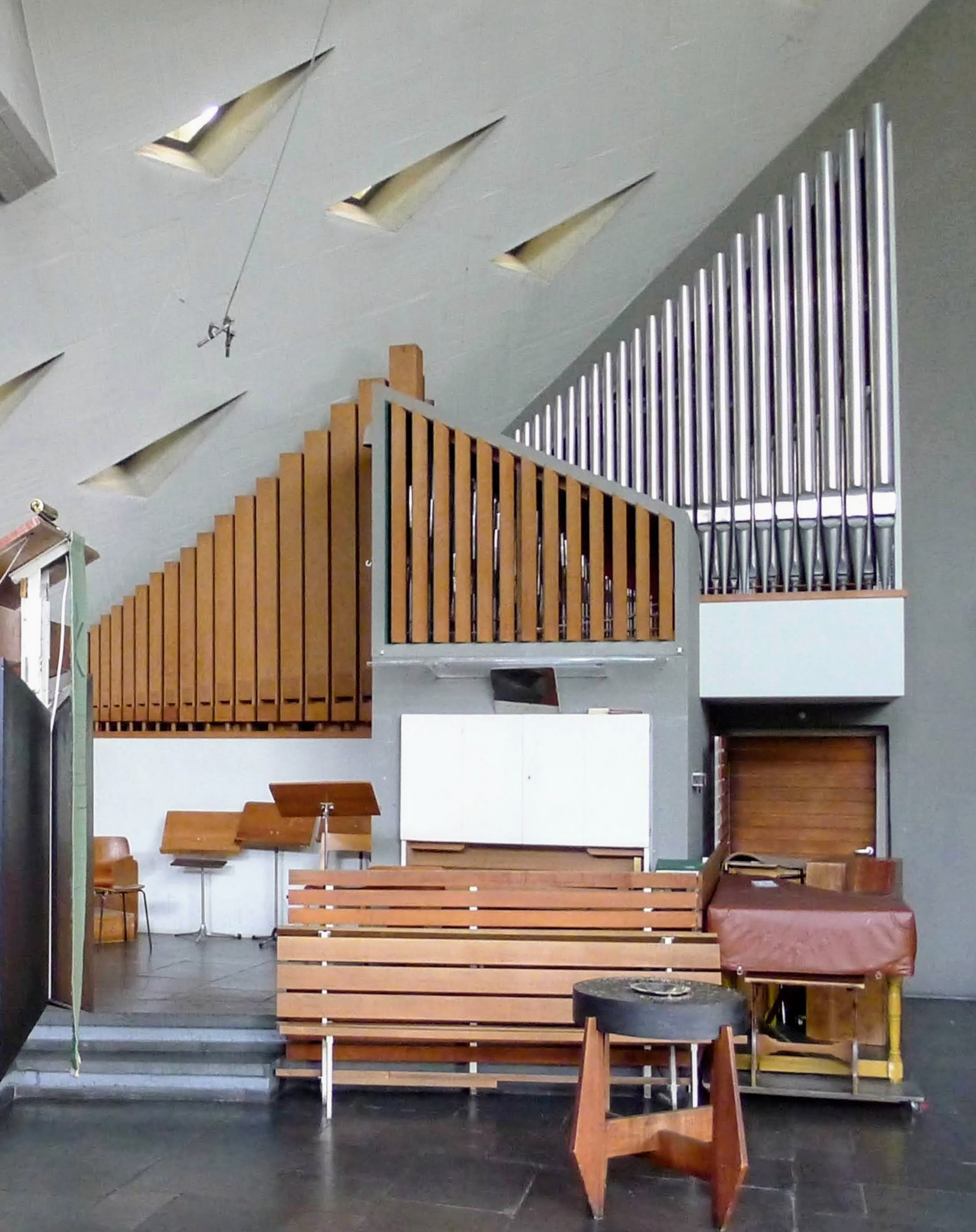
Orgel

Die Aufstellung der Orgel im Bereich des Altarraumes entspricht der Empfehlung des Wiesbadener Programms, einem der frühen Reformversuche zum evangelischen Kirchenbau, nach dem die Orgel- und Sängerbühne „im Angesicht der Gemeinde“ platziert werden soll. Sie wurde im März 1966 geweiht. An der Stelle der heutigen Orgel stand zunächst ein kleines Instrument der Firma Walcker mit zwei Manualen, Pedal und elf Registern, die den klanglichen Erfordernissen des großen Raumes nicht gerecht werden konnte. 1965 wurde gleichfalls bei der Orgelbaufirma Walcker eine der Größe des Raums entsprechende Orgel in Auftrag gegeben. Der nachträgliche Einbau einer größeren Orgel verstellt teilweise die Dreieckfenster in der nordöstlichen Dachfläche. Die neue Orgel hat 25 Register, verteilt auf Hauptwerk, Schwellwerk und Pedal, mechanische Spieltraktur, je einen vom Spieltisch aus frei einstellbaren Tremulant für jedes Manual und elektropneumatische Registersteuerung.

## Ausstattung
Alles, was dem Gottesdienst dient, stammt fast ausschließlich aus der Bebauungszeit, von den Architekten selbst entworfen. Im Hauptraum befinden sich die hoch positionierte Kanzel neben dem Altar. Dieser ist um der drei Stufen erhöht, dahinter hängt ein silbern glänzenden Kreuz an der Wand. Zur weiteren Ausstattung gehören ein auf den Mittelgang ausgerichteter Taufständer mit Taufbecken, ein Pult in der Nord-West-Ecke und die Bänke für die Gemeindemitglieder.